# Olly van Abbe
Aldegonda Clementina Maria (Olly) van Abbe, også kendt som Olly de Vries-van Abbe (Eindhoven, 25. marts 1935 – Tilburg, 13. januar 2017) var en nederlandsk billedhugger.

## Biografi
Van Abbe var den ældste datter af Albert van Abbe (1910-1984) og Marijke Hoffmann. Hendes far var direktør for den Karel I Sigarenfabriek, som hans far Henri van Abbe havde grundlagt. Van Abbe gik til gymnasium på Notre Dame des Anges i Ubbergen. Derefter studerede hun ved Academie voor beeldende kunsten i Arnhem, og var elev af Cephas Stauthamer. Van Abbe blev gift med iværksætter Ad van Vliet, med hvem hun har tre børn. Senere giftede hun sig med Han de Vries, som hun har en søn med. Han de Vries døde i 2010. Olly van Abbe døde i 2017 i en alder af 81, og blev begravet i gravkapellet af familien Van Abbe.

## Arbejde
Van Abbe lavede bland andet portræthoveder, i sten og bronze, og keramiske gavldekorationer.
Hendes portræthoveder blev delvist af børn, men hun arbejdede også på bestilling af erhvervsfolk og politikere som for eksempel af Frits Philips (fra Philipskoncernen) og borgmester Gerrit Brokx.

## Van Abbe museum
Da der i 90'erne blev talt om at nedrive det af hendes bedstefar grundlagde Van Abbemuseum, kom hun i oprør. Med familie og andre lokale blev i 1993 Henri van Abbe Stichting grundlagt, som senere også satte sig bredere ind i at beskytte monumenter i byen.
Instituttet har stiftet Henri af Abbepris som består af et diplom og en bronze medalje. Medaljen blev designet af Olly van Abbe.

## Galleri
Enkelte værker lavet af Olly van Abbe:
- Den Blege
- Rietvink
- 750 år Eindhoven